# Gare d'Umeda
La gare d’Osaka-Umeda (大阪梅田駅, おおさかうめだえき, Oosaka-Umeda-eki) est un ensemble de deux gares ferroviaires et d'une station de métro situé dans le quartier d'Umeda, dans le centre-ville d'Osaka au Japon. Avec plus de 2,4 millions de passagers par jour, il s'agit de la gare la plus fréquentée de l'ouest du Japon.
La gare d'Umeda est constituée de :
- la gare Hankyu Umeda (阪急梅田駅), gérée par la compagnie Hankyu,
- la gare Hanshin Umeda (阪神梅田駅), gérée par la compagnie Hanshin,
- la station de métro Umeda (梅田駅) du métro d'Osaka.

La gare comprenait également un terminal de fret jusqu'en 2013.
Les gares voisines d'Osaka et de Kitashinchi, ainsi que les stations de métro Nishi-Umeda et Higashi-Umeda, sont reliées à la gare d'Umeda par un vaste complexe souterrain, menant aussi à des commerces et bâtiments, comme le Umeda Hankyu Building.

## Situation ferroviaire
La gare Hankyu Umeda est située au début des lignes Kobe et Takarazuka.
La gare Hanshin Umeda marque le début de la ligne principale Hanshin.
La station de métro Umeda est située au point kilométrique (PK) 6,4 de la ligne Midōsuji.

## Histoire

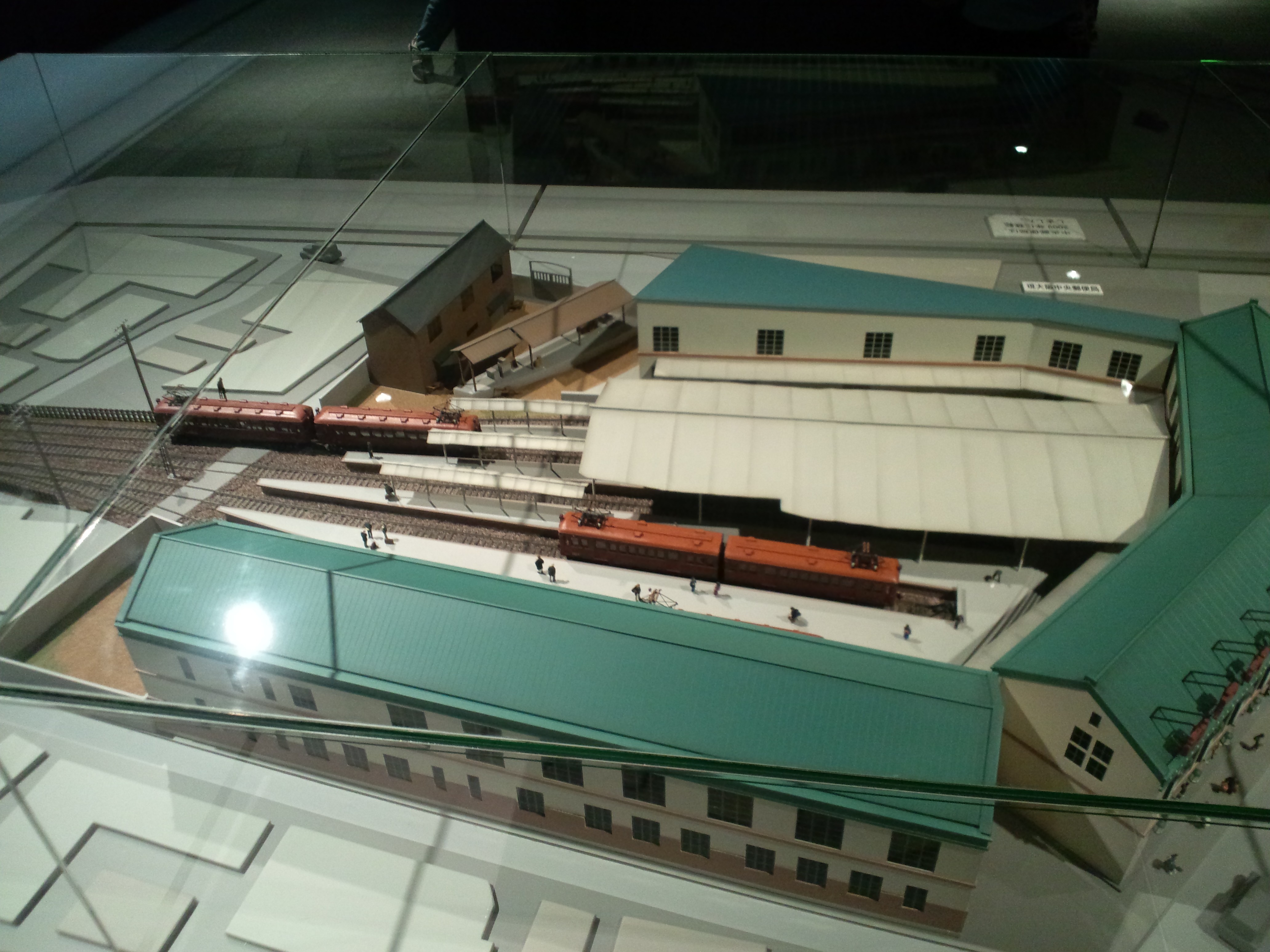
Maquette de la première gare Hanshin Umeda

La gare Hanshin ouvre le 21 décembre 1906 comme terminus d'un tramway entre Osaka et Kobe. La gare est reconstruite en souterrain en 1939.
La première gare Hankyu ouvre le 10 mars 1910 au sud-est de la gare d'Osaka. La gare est déplacée une première fois en 1938. Elle occupe son emplacement actuel depuis le 28 novembre 1971.
Le terminal de fret Umeda entre en service le 1er décembre 1928. Il permet aux trains de marchandises de contourner la gare d'Osaka. Le terminal reste en service jusqu'en mars 2013.
La station de métro ouvre le 20 mai 1933 avant d'être déplacée à son emplacement actuel le 6 octobre 1935.
En 2019, elle est renommée « Osaka-Umeda » car l’ancien nom « Umeda » n’était pas explicite pour les touristes étrangers.

## Service des voyageurs

### Gare Hankyu Umeda

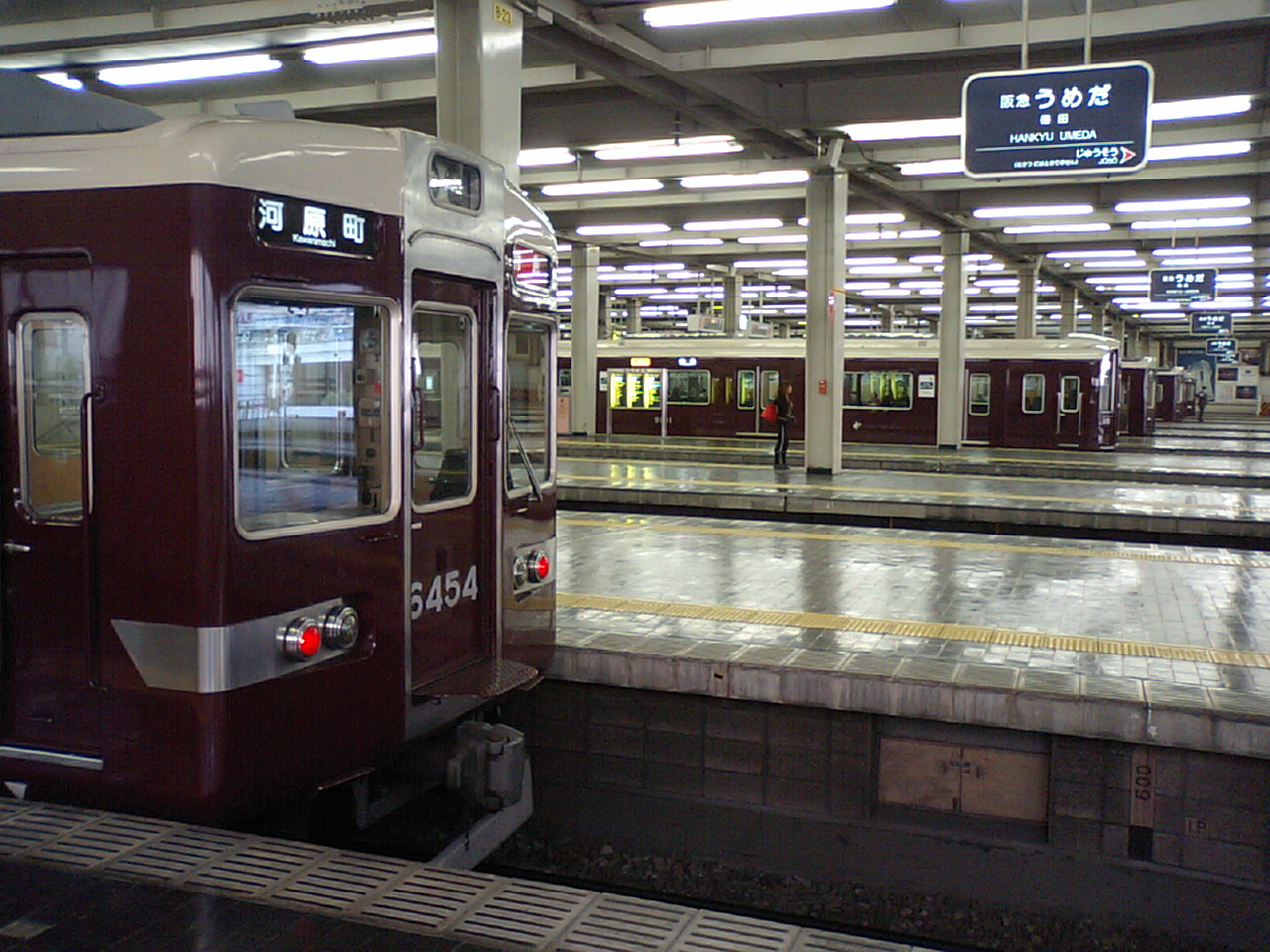
Quais de la gare Hankyu Umeda.

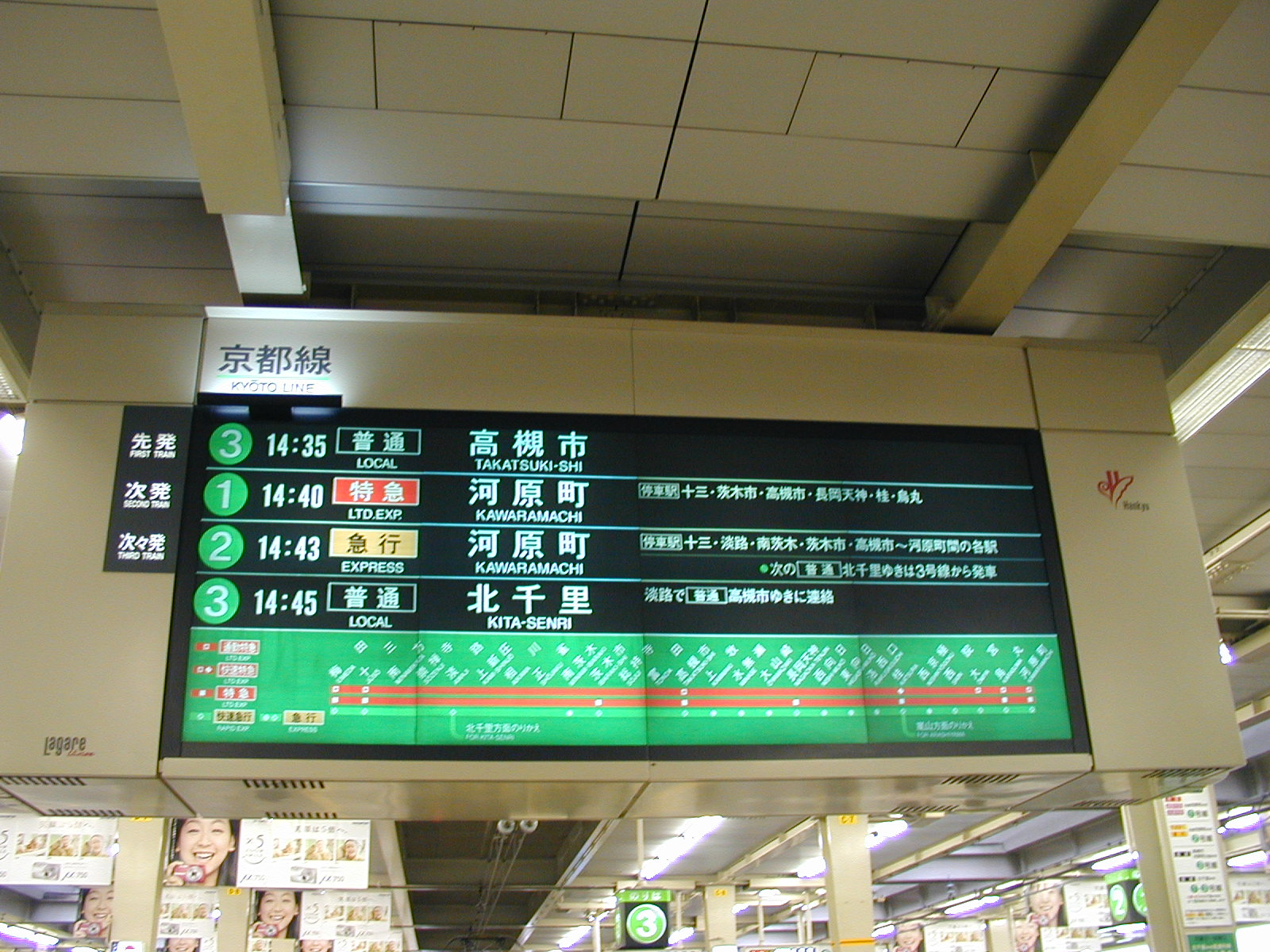
Panneau d'horaires de la ligne Kyoto

La gare Hankyu Umeda est accessible au 1-2 Shibata Itchōme, au nord-est de la gare d'Osaka. Elle comprend 9 voies terminus organisées de la façon suivante :
- voies 1 à 3 : Ligne Kyoto
- voies 4 à 6 : Ligne Takarazuka
- voies 7 à 9 : Ligne Kobe

| «                | «           | Service                                   | »           | »           |
| Ligne Kyoto      | Ligne Kyoto | Ligne Kyoto                               | Ligne Kyoto | Ligne Kyoto |
| ---------------- | ----------- | ----------------------------------------- | ----------- | ----------- |
| Terminus         |             | Local                                     |             | Jūsō        |
| Terminus         |             | Semi-Express                              |             | Jūsō        |
| Terminus         |             | Service rapide                            |             | Jūsō        |
| Terminus         |             | Express rapide                            |             | Jūsō        |
| Terminus         |             | Express limité Express commutation limité |             | Jūsō        |
| Ligne Takarazuka |             |                                           |             |             |
| Terminus         |             | Local                                     |             | Nakatsu     |
| Terminus         |             | Semi-Express Semi-Express commutation     |             | Nakatsu     |
| Terminus         |             | Express Express commutation               |             | Jūsō        |
| Terminus         |             | Express limité (Nissei)                   |             | Jūsō        |
| Ligne Kobe       |             |                                           |             |             |
| Terminus         |             | Local                                     |             | Nakatsu     |
| Terminus         |             | Semi-Express                              |             | Jūsō        |
| Terminus         |             | Express Rapid Express Express commutation |             | Jūsō        |
| Terminus         |             | Express limité Express commutation limité |             | Jūsō        |

### Gare Hanshin Umeda

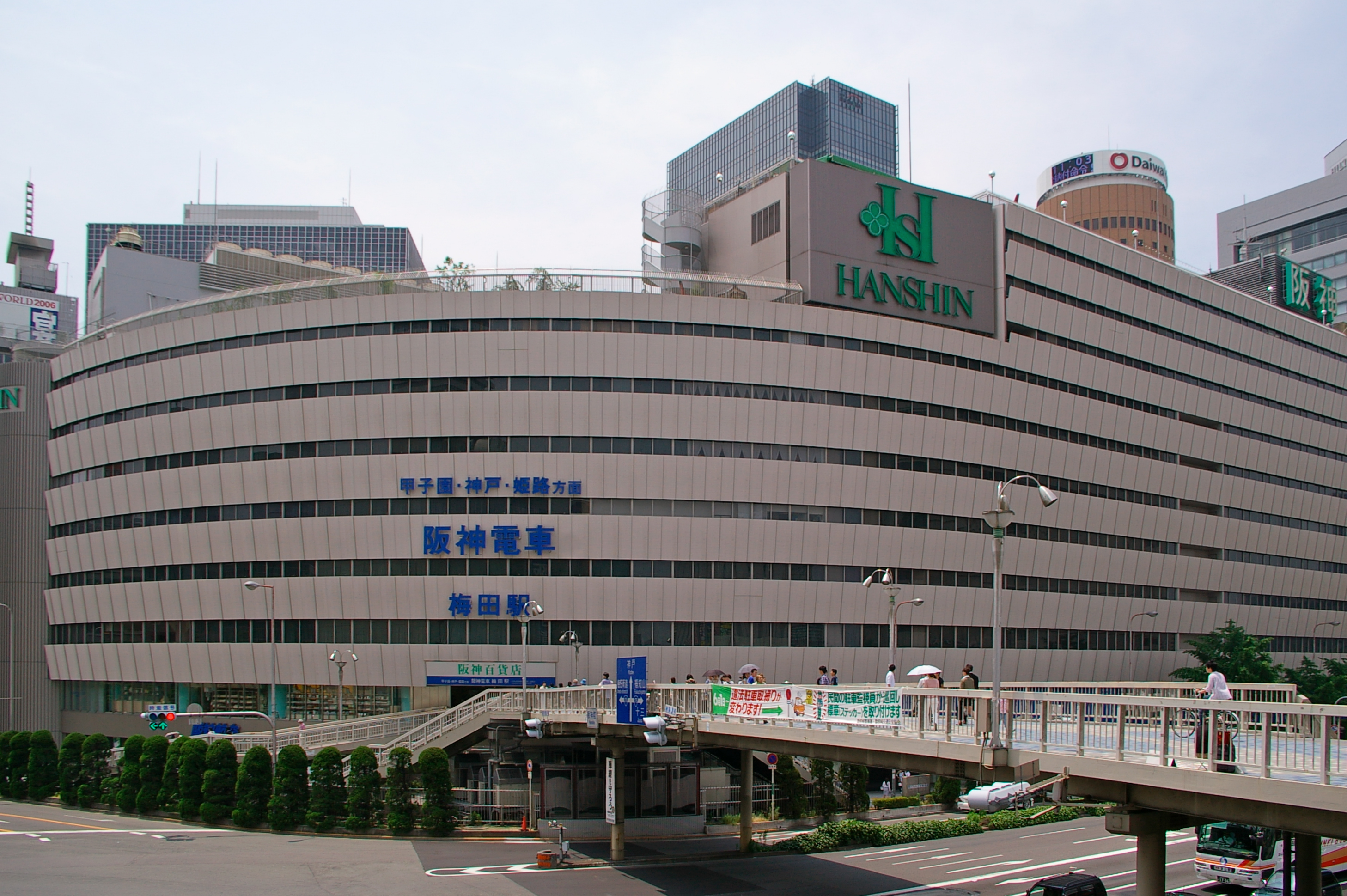
gare Hanshin Umeda.

La gare Hanshin Umeda est située à Umeda Sanchōme, au sud de la gare d'Osaka. Située en sous-sol, elle comprend 4 voies terminus pour les trains de la ligne principale Hanshin.
| «                        | «                        | Service                                              | »                        | »                        |
| Ligne principale Hanshin | Ligne principale Hanshin | Ligne principale Hanshin                             | Ligne principale Hanshin | Ligne principale Hanshin |
| ------------------------ | ------------------------ | ---------------------------------------------------- | ------------------------ | ------------------------ |
| Terminus                 |                          | Local (普通, tous les jours)                         |                          | Fukushima                |
| Terminus                 |                          | Express matinal (区間急行, jours de semaines)        |                          | Fukushima                |
| Terminus                 |                          | Express (急行, tous les jours)                       |                          | Noda                     |
| Terminus                 |                          | Express limité (直通特急, 特急, tous les jours)      |                          | Amagasaki                |
| Terminus                 |                          | Express limité matinal (区間特急, jours de semaines) |                          | Koshien                  |

### Métro d'Osaka

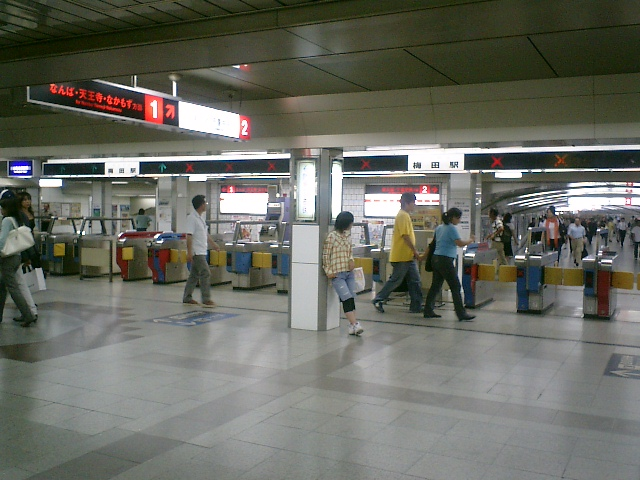
Station de métro Umeda.

Le complexe ferroviaire d'Umeda est desservi par la station de métro Umeda (station M16) de la ligne Midōsuji du métro d'Osaka, accessible au 8-6 Kakudachō, à l'est de la gare d'Osaka.
| «                    | «                    | Service              | »                    | »                    |
| Ligne Midōsuji (M16) | Ligne Midōsuji (M16) | Ligne Midōsuji (M16) | Ligne Midōsuji (M16) | Ligne Midōsuji (M16) |
| -------------------- | -------------------- | -------------------- | -------------------- | -------------------- |
| Nakatsu (M15)        | Nakatsu (M15)        | -                    | Yodoyabashi (M17)    | Yodoyabashi (M17)    |

### Intermodalité
Les gares voisines reliées à la gare d'Umeda par souterrain donnent accès aux correspondances suivantes :
- Gare d'Osaka : Ligne circulaire d'Osaka, ligne JR Kobe, ligne JR Kyoto et ligne JR Takarazuka
- Gare de Kitashinchi : ligne JR Tōzai
- Station Nishi-Umeda : Ligne Yotsubashi
- Station Higashi-Umeda : Ligne Tanimachi

## Ancien terminal de fret

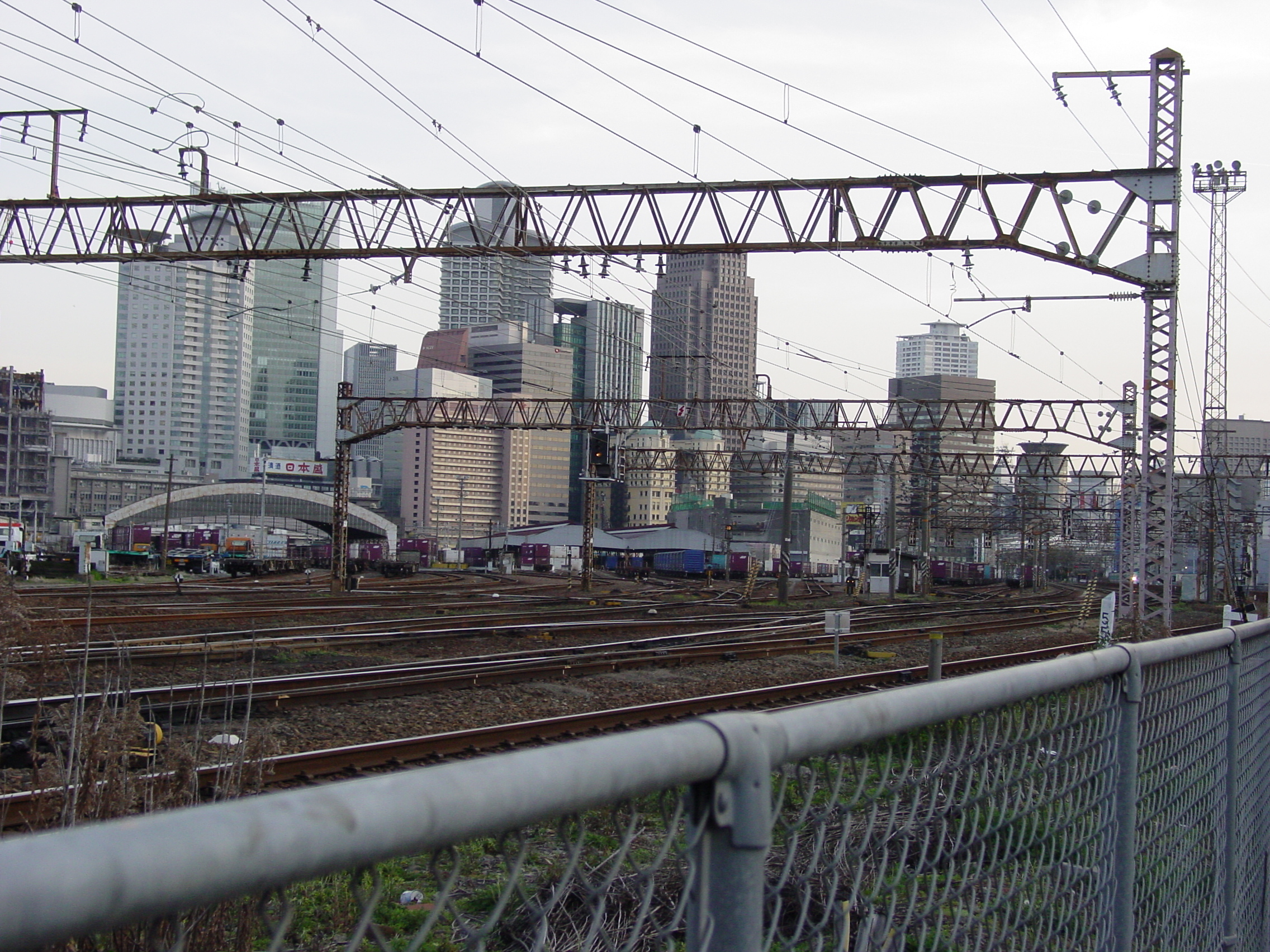
Terminal de fret d'Umeda (en 2009)

La terminal de fret d'Umeda, situé au nord de la gare d'Osaka, n'est plus en service depuis 2013. Il était exploité par la JR Freight. Sur son emplacement, on a construit le complexe Grand Front Osaka.